# Археомоделювання
Археомоделювання  — наука, що сформувалася на початку XXI століття на стику технічних, природничих та гуманітарних наук, і має внаслідок цього істотно міждисциплінарний характер. У вузькому сенсі археомоделювання можна визначити як науку про методи та засоби обчислювального і когнітивного моделювання, які є характерними для стародавньої людини. Перша частина слова «архео» (від грецького archaios - стародавній) якраз і покликана підкреслити орієнтованість саме на історичне минуле моделювання. У самому широкому значенні під археомоделюванням можна розуміти всі методи та засоби докомп'ютерного моделювання.